# Sapromyza gomerensis
Sapromyza gomerensis är en tvåvingeart som beskrevs av Baez 2000. Sapromyza gomerensis ingår i släktet Sapromyza och familjen lövflugor. Inga underarter finns listade i Catalogue of Life.